# Königsbach (Gemeinde Waldhausen)
Königsbach ist eine Ortschaft und eine Katastralgemeinde der Gemeinde Waldhausen im Bezirk Zwettl in Niederösterreich.

## Geschichte
Der Ort wird 1377 zum ersten Mal schriftlich im Zuge des Verkaufs der Feste Albrechtsberg von den Starhembergern an die Neudegger erwähnt.
Im Jahr 1822 wurde der Ort als Dorf mit 15 Häusern genannt, das nach Waldhausen eingepfarrt war, wohin auch die Kinder eingeschult wurden. Die Herrschaft Rastenberg besaß die Ortsobrigkeit, übte die Landgerichtsbarkeit aus, besorgte die Konskription und hatte die Grundherrschaft inne.
Mit der Aufhebung der Grundherrschaften wurde der Ort 1849 eine Katastralgemeinde der nun eigenständigen Ortsgemeinde Obernondorf., diese wurde am 1. Jänner 1968 dann ein Teil der Gemeinde Waldhausen.
Laut Adressbuch von Österreich waren im Jahr 1938 in Königsbach ein Schuster und einige Landwirte ansässig.

## Siedlungsentwicklung
Zum Jahreswechsel 1979/1980 befanden sich in der Katastralgemeinde Königsbach insgesamt 38 Bauflächen mit 17.496 m² und 34 Gärten auf 32.065 m², 1989/1990 gab es 43 Bauflächen. 1999/2000 war die Zahl der Bauflächen auf 114 angewachsen und 2009/2010 bestanden 50 Gebäude auf 107 Bauflächen.

## Bodennutzung
Die Katastralgemeinde ist landwirtschaftlich geprägt. 171 Hektar wurden zum Jahreswechsel 1979/1980 landwirtschaftlich genutzt und 110 Hektar waren forstwirtschaftlich geführte Waldflächen. 1999/2000 wurde auf 161 Hektar Landwirtschaft betrieben und 119 Hektar waren als forstwirtschaftlich genutzte Flächen ausgewiesen. Ende 2018 waren 156 Hektar als landwirtschaftliche Flächen genutzt und Forstwirtschaft wurde auf 122 Hektar betrieben. Die durchschnittliche Bodenklimazahl von Königsbach beträgt 26,3 (Stand 2010).